# Adunarea Constituantă Rusă
Adunarea Constituantă Rusă ("Всероссийское Учредительное собрание, Vserossiiskoe Ucireditelnoe sobranie) a fost primul corp constituțional reprezentativ democratic ales în Rusia după revoluția din februarie 1917. Alegerile democratice au desemnat componența unei adunări constituante ale cărei lucrări s+au deschis pe 25 octombrie 1917.
Guvernul provizoriu era menit să dețină puterea numai până avea să se decidă o formă permanentă de guvernare prin grija Adunării Constituante. Politica Guvernului Provizoriu de a lăsa așa de multe probleme nerezolvate în grija viitorului proces democratic i-a subminat autoritatea și i-a slăbit voința de a rămâne la putere în fața competiției cu bolșevicii.
În octombrie 1917 , (noiembrie - stil nou), bolșevicii au pus la cale o lovitură de stat - cunoscută sub numele de Revoluția din Octombrie, acțiune dusă la îndeplinire de Comitetul Militar al Sovietului din Petrograd. Comuniștii au permis desfășurarea alegerilor dar nu au acceptat ca autoritatea supremă a Adunării Constituante să decidă vreo formă alternativă de guvernare la acea a sovietelor.
La alegerile pentru Adunarea Constituantă, (primele alegeri complet libere și democratice din istoria Rusiei), Vladimir Ilici Lenin și bolșevicii conduși de el au primit doar 25% din voturi, în vreme ce Partidul Socialist Revoluționar a primit peste 40% dintre sufragii. Gărzile Roșii bolșevice au năvălit în sala de ședințe a Adunării la sfârșitul primei sesiuni și i-au arestat pe participanți, răsturnând rezultatele alegerilor.